# Orthonevra daccordii
Orthonevra daccordii är en tvåvingeart som beskrevs av Claussen 1991. Orthonevra daccordii ingår i släktet glansblomflugor, och familjen blomflugor.
Artens utbredningsområde är Frankrike. Inga underarter finns listade i Catalogue of Life.